# یواس‌اس جی اچ مک‌نیل (اس‌پی-۳۱۲)
یواس‌اس جی اچ مک‌نیل (اس‌پی-۳۱۲) (به انگلیسی: USS G. H. McNeal (SP-312)) یک کشتی بود که طول آن ۱۴۰ فوت (۴۳ متر) بود. این کشتی  در سال ۱۹۱۱ (1290 هجری شمسی) ساخته شد.